# Johnny Callison
John Wesley Callison (Qualls, Oklahoma, 12 de marzo de 1939-Municipio de Abington, Pensilvania, 12 de octubre de 2006), más conocido como Johnny Callison, fue un jugador profesional estadounidense de béisbol que se desempeñó en la posición de jardinero derecho en las Grandes Ligas de Béisbol (MLB). Logró obtener el premio MVP (jugador más valioso del Juego de Estrellas).

## Carrera
Callison jugó como profesional dos temporadas en Chicago White Sox (1958-1959), después pasó a Philadelphia Phillies (1960-1969), luego a Chicago Cubs (1970-1971), posteriormente a New York Yankees, donde jugó dos temporadas (1972-1973), y fue el equipo en el que se retiró.

## Premios
Fue galardonado con el MVP (jugador más valioso del Juego de Estrellas) en una oportunidad (1964).